# Only One (chanson de Yellowcard)
Pour les articles homonymes, voir Only One.
Singles de Yellowcard
Ocean Avenue
(2004) Lights and Sounds
(2006)
Only One est le troisième single du groupe américain Yellowcard. Cette chanson est le troisième et dernier single de l'album Ocean Avenue et la sixième piste. C'est un des titres les plus longs de Yellowcard, dû en partie au solo au violon.
Dans les interviews, Yellowcard ont fait remarquer que Only One avait été écrit et enregistré dans son intégralité pendant l'enregistrement de Ocean Avenue.
Only One a dû être raccourci de 4:17 à 3:55 pour la radio. Le solo au violon a donc dû être coupé.
Dans cette chanson, Ryan Key joue de la basse. C'est la dernière vidéo dans laquelle Ben 'Jammin' Harper apparaît à la guitare principale, et la première avec Peter Mosely en bassiste.

## Liste des pistes
1. Only One
2. View from Heaven (Acoustique - AOL Session)
3. Miles Apart (Live from the Electric Factory)